# ジャン＝デローリエ劇場

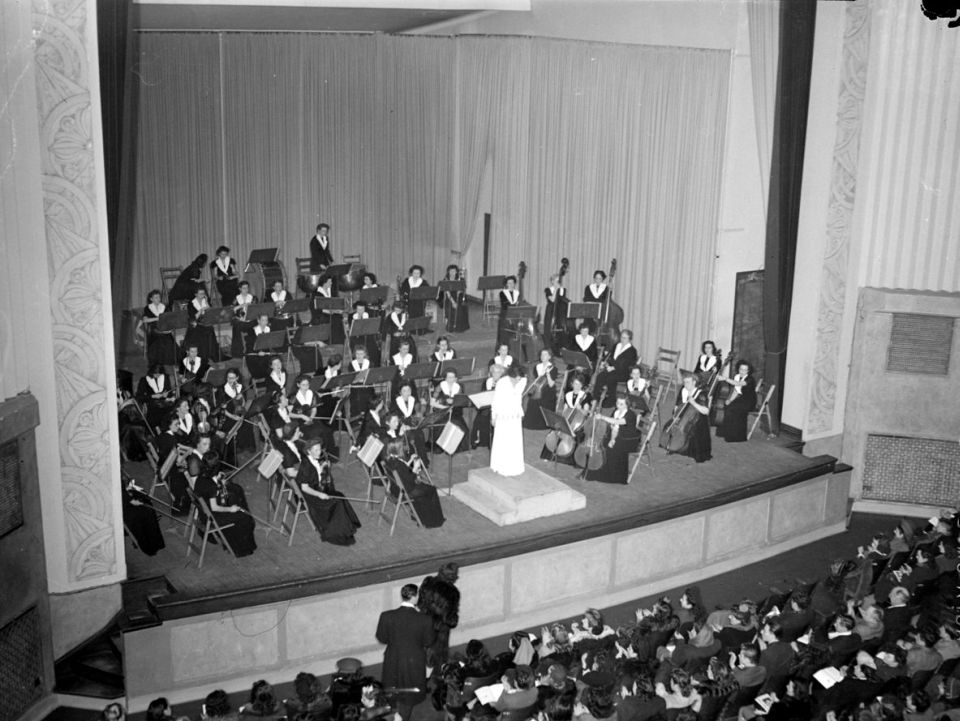
モントリオール女性交響楽団のコンサート、プラトー・ホール、1945年1月11日

ジャン＝デローリエ劇場 (Jean-Deslauriers Theatre) はモントリオールにあるコンサート・ホールである。1930年代初頭にモントリオールのカトリック学校委員会によって建造され、元々はプラトー・ホールと名づけられていたが、1975年に指揮者のジャン・デローリエに因んで改名された。
ジャン＝デローリエ劇場の座席数はフロア席が1,307席、バルコニー席が500席。カリクサ・ラバリー通りのラフォンテーヌ公園の中心に位置する。1934年に開場し、1963年までモントリオール交響楽団のホームグラウンドであった。またモントリオール女性交響楽団やモントリオール青少年交響楽団もコンサート会場として使用した。
多くの高名な音楽家たちがこのホールを訪れ、その中にはマリアン・アンダーソン、キルステン・フラグスタート、ヴァルター・ギーゼキング、ウラディミール・ホロヴィッツ、ラウル・ジョバン、ヴィルヘルム・ケンプ、エルナ・ザック、イーゴリ・ストラヴィンスキー等がいる。